# Yushania violascens
Yushania violascens är en gräsart som först beskrevs av Yi Li Keng, och fick sitt nu gällande namn av Tong Pei Yi. Yushania violascens ingår i släktet yushanior, och familjen gräs. Inga underarter finns listade i Catalogue of Life.